# Braunschweiger Turn- und Sportverein Eintracht von 1895
Il Braunschweiger Turn- und Sportverein Eintracht von 1895 e.V., meglio conosciuto come Eintracht Braunschweig, è una società calcistica tedesca con sede a Braunschweig, nella Bassa Sassonia. Milita nella 2. Bundesliga, la seconda divisione del calcio tedesco, e disputa le partite casalinghe nell'Eintracht-Stadion. La parola Eintracht in tedesco significa "concordia".
Nella sua storia ha vinto un campionato tedesco, nella stagione 1966-1967. A livello europeo raggiunse quale miglior risultato i quarti di finale della Coppa dei Campioni 1967-1968, dove venne eliminato dalla Juventus.
L'Eintracht può essere considerato un club storico: è stato infatti il primo club ad apporre uno sponsor sulle proprie divise da gioco nel 1973. Il marchio in questione fu il liquore Jägermeister.

## Storia

### Dagli inizi al titolo nazionale
Il club fu fondato nel 1895 con il nome di FuCC Eintracht (FuCC significa Football und Cricket Club), nel 1906 fu rinominato FC Eintracht 1895 e.V., e nel 1920 prese il nome di Eintracht Braunschweig che è anche il nome attuale. Nel 1945 l'Eintracht, come tutti gli altri club sportivi fu sciolto, pertanto prese il nome di TSV Braunschweig  ed infine, nel 1949 prese il nome attuale.
Il club ha avuto una storia movimentata e fin dagli inizi è una delle squadre più amate della Germania settentrionale. Vinse il campionato della Germania del Nord nel 1908 e nel 1913 e riuscì a fare convocare tre giocatori in nazionale nel 1914. Sotto il Terzo Reich la squadra giocò in Gauliga (un raggruppamento regionale) e fece un'apparizione nel turno finale. Nel dopoguerra la squadra continuò a giocare nella massima serie (a parte nel 1952-53). Il team però fu scosso da una tragedia nel 1949, quando Faehland, portiere dell'Eintracht morì di un'emorragia interna in seguito ad uno scontro con un attaccante del Werder Brema durante una partita di calcio. Il club fece un'altra apparizione al turno finale nella stagione 1958 finendo al terzo posto.

Un frangente della sfida del 1968 tra i Leoni e la Juventus, nei quarti della Coppa dei Campioni: rimane questo il massimo traguardo internazionale raggiunto dal club sassone.

L'Eintracht durante gli anni '60 visse un periodo di prosperità grazie anche all'ammissione in Bundesliga, la neonata massima serie della BRD, nel 1963. Il culmine del decennio lo ha raggiunto nella stagione 1966-67 vincendo lo scudetto subendo solamente 27 goal (il record verrà battuto dal Werder Brema solamente nel 1988). Il club mancò per un soffio lo scudetto nella stagione 1976-77, quando giunse al terzo posto dietro al Borussia Mönchengladbach per un punto, e allo Schalke 04 per la differenza reti. La società inoltre riuscì a fare convocare altri dieci giocatori nelle file della nazionale tedesca durante questo ventennio.

### La prima storica sponsorizzazione
Fino agli anni Settanta, l'unico modo per i vari marchi di ottenere una certa visibilità nel calcio era limitata ai cartelloni presenti all'interno degli stadi; le sponsorizzazioni su maglia erano vietate, in quanto si temeva che gli intenti commerciali avrebbero alienato l'agonismo sportivo calcistico.
Nel 1972 Ernst Fricke, presidente del club, e Günter Mast, presidente della Mast-Jägermeister (famosa azienda di liquori), trovarono un accordo: l'azienda avrebbe versato 100.000 Marchi nelle casse del Braunschweig se questo avesse apposto il marchio del liquore - il cervo Hubertus - sulle proprie divise. Per aggirare l'ostacolo della DFB, che permetteva alle maglie da gioco di sfoggiare unicamente lo stemma del club, l'8 gennaio 1973 la società votò a larga maggioranza il cambio dello stemma societario, che dal leone rosso rampante passò ad essere identico a quello della Jägermeister; l'unica differenza fu l'inserimento delle iniziali della squadra, E.B. L'esordio del nuovo logo venne fissato il 24 marzo 1973, nella gara contro lo Schalke 04.
L'affare rischiò di saltare poco prima dell'inizio della gara: lo stemma societario sulla divisa misurava 18 cm di diametro, ma la DFB imponeva come misura massima 14 cm; dopo una prima esitazione, l'arbitro chiuse un occhio e permise alle squadre di giocare: la maglia sponsorizzata fece così il suo esordio. Anni dopo vi fu addirittura il tentativo di rinominare la società in Eintracht Jägermeister, ma stavolta l'iniziativa non ebbe successo. L'Eintracht Braunschweig retrocesse in Zweite Bundesliga nel 1985; due anni dopo scadde l'accordo con la Jägermeister, e lo stemma societario tornò ad essere quello originario.

### Dagli anni ottanta al presente
Dalla stagione 1985-86 l'Eintracht ha militato solamente nelle serie minori, con l'eccezione della stagione 2013-2014: in Zweite Bundesliga, la seconda serie, e in Regionalliga, la terza serie. Nella stagione 2007-2008 è stata ammessa in Dritte Bundesliga.
Nella stagione 2010-2011, vincendo il campionato di Dritte Bundesliga, è promossa con 3 giornate d'anticipo in Zweite Bundesliga. Il 26 aprile 2013 batte per 1-0 l'Ingolstadt 04 e viene promossa con tre giornate d'anticipo in Bundesliga. Al termine della stagione 2013-14 retrocede in seconda serie dopo essere arrivata in ultima posizione. Nella stagione 2016-2017 perde lo spareggio per la promozione-retrocessione con il Wolfsburg, che dunque ottiene la salvezza in Bundesliga. Nel 2017-2018 arriva, invece, una clamorosa retrocessione in Dritte Liga, a causa del penultimo posto finale. Nella stagione 2019-2020 ottiene la promozione in 2. Bundesliga a seguito del terzo posto ottenuto in campionato.

## Colori, simboli e Tifoseria

### Colori
I colori della maglia dell'Eintracht Braunschweig sono il blu e il giallo, che sono disposti in strisce verticali, mentre i pantaloncini sono blu e i calzettoni sono gialli. In passato la maglia è stata spesso completamente gialla.

### Simboli ufficiali

#### Stemma
Il simbolo dell'Eintracht Braunschweig è composto da un quadrato appoggiato su uno spigolo con due tratti, uno blu esterno e uno giallo più interno. Dentro c'è un leone rosso.

#### Tifoseria
La tifoseria dell'Eintracht Braunschweig è guidata dagli Ultras Braunschweig.
La tifoseria organizzata è gemellata in patria con quella del Magdeburgo e all'estero con gli svizzeri del Basilea e con gli italiani della Sampdoria (in particolare con gli Struppa '86)

## Strutture

### Stadio

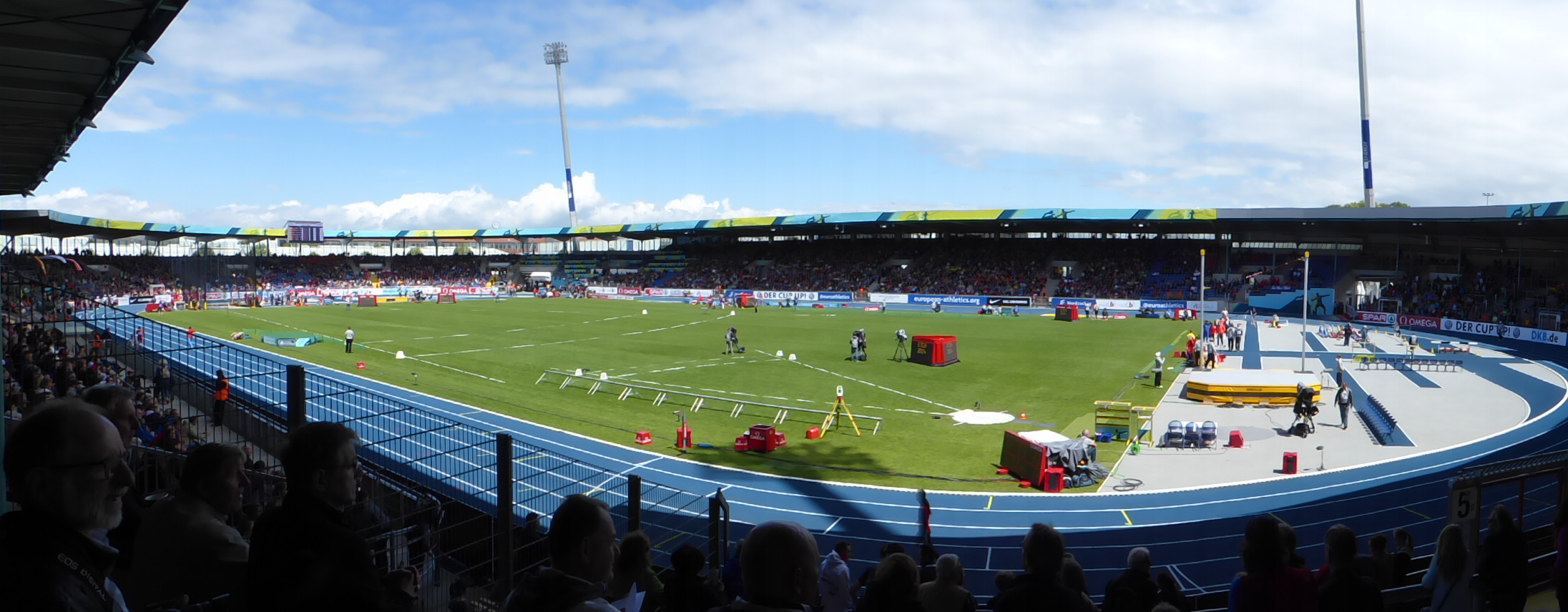
Veduta panoramica dell'Eintracht-Stadion.

Dal 1923 il club disputa le proprie gare interne nell'Eintracht-Stadion, che sorge a Braunschweig e che può ospitare 25.000 spettatori.
Essendo dotato anche di una pista d'atletica ha ospitato più volte i Campionati tedeschi di atletica leggera nonché i Campionati europei a squadre di atletica leggera 2014.

## Allenatori e presidenti
Tutti gli allenatori a partire dal 1963, anno di nascita della Bundesliga:
- 1963-1970  Helmuth Johannsen
- 1970-1974  Otto Knefler
- 1974-1978  Branko Zebec
- 1978-1979  Werner Olk (01 lug.-21 mar.)
 Heinz Patzig (22 mar.-30 giu.)
- 1979-1980  Heinz Patzig (01 lug.-26 marc.)
 Heinz Lucas (27 mar.-30 giu.)
- 1980-1981  Heinz Lucas (01 lug.-08 ott.)
 Uli Maslo (14 ott.-30 giu.)
- 1981-1982  Uli Maslo
- 1982-1983  Uli Maslo (01 lug.-23 apr.)
 Heinz Patzig (24 apr.-30 giu.)
- 1983-1984  Aleksandar Ristić
- 1984-1985  Aleksandar Ristić (01 lug.-15 apr.)
 Heinz Patzig (16 apr.-30 giu.)
- 1985-1986  Willibert Kremer (01 lug.-14 mar.)
 Heinz Patzig (15 mar.-30 giu.)
- 1986-1987  Gerd Roggensack
- 1987-1990  Uwe Reinders
- 1990-1991  Joachim Streich (01 lug.-28 mar.)
 Werner Fuchs (29 mar.-30 giu.)
- 1991-1992  Werner Fuchs
- 1992-1993  Werner Fuchs (01 lug.-14 ott.)
 Uli Maslo (17 ott.-30 giu.)
- 1993-1994  Wolf-Rüdiger Krause
- 1994-1995  Jan Olsson
- 1995-1996  Jan Olsson (01 lug.-24 set.)
 Heinz-Günter Scheil (25 set.-23 ott.)
 Benno Möhlmann (24 ott.-30 giu.)
- 1996-1997  Benno Möhlmann
- 1997-1998  Michael Lorkowski
- 1998-1999  Michael Lorkowski (01 lug.-09 nov.)
 Dirk Holdorf (10 nov.-23 nov.)
 Wolfgang Sandhowe (24 nov.-15 apr.)
 Uwe Hain (15 apr.-30 giu.)
- 1999-2000  Reinhold Fanz
- 2000-2001  Reinhold Fanz (01 lug.-15 mag.)
 Uwe Hain (16 mag.-30 giu.)
- 2001-2002  Peter Vollmann
- 2002-2003  Peter Vollmann (01 lug.-20 ott.)
 Uwe Reinders (25 ott.-30 giu.)
- 2003-2004  Uwe Reinders (01 lug.-02 mar.)
 Wolfgang Loos (03 mar.-14 mar.)
 Michael Krüger (15 mar.-30 giu.)
- 2004-2006  Michael Krüger
- 2006-2007  Michael Krüger (01 lug.-04 ott.)
 Willi Kronhardt (05 ott.-16 ott.)
 Đurađ Vasić (17 ott.-13 nov.)
 Willi Reimann (15 nov.-19 mar.)
 Dietmar Demuth (20 mar.-30 giu.)
- 2007-2008  Benno Möhlmann (01 lug.-12 mag.)
 Torsten Lieberknecht (13 mag.-30 giu.)
- 2008-2018  Torsten Lieberknecht
- 2018-2019  Henrik Pedersen (01 lug.-09 ott.)
 André Schubert (10 ott.-30 giu.)
- 2019-2020  Christian Flüthmann (01 lug.-17 nov.)
 Marco Antwerpen (18 nov.-05 lug.)
 Daniel Meyer (10 lug.-30 lug.)
- 2020-2021  Daniel Meyer
- 2021-  Michael Schiele

## Palmarès

### Competizioni nazionali
- Campionato tedesco: 1

1966-1967
- 3. Liga: 1

2010-2011
- Fußball-Regionalliga: 2

1973-1974 (Regionalliga Nord), 2004-2005 (Regionalliga Nord)

### Competizioni internazionali
- Coppa Intertoto: 7

1968, 1970, 1971, 1972, 1975, 1978, 1979

### Competizioni regionali
- Gauliga Südhannover-Braunschweig: 2

1943, 1944

### Competizioni giovanili
- DFB-Pokal der Junioren: 1

2016-2017

### Altri piazzamenti
- Campionato tedesco:

Terzo posto: 1976-1977
- Coppa di Germania:

Semifinalista: 1980-1981, 1989-1990
- 2. Fußball-Bundesliga:

Secondo posto: 1980-1981 (girone Nord), 2012-2013
Terzo posto: 2016-2017
- 3. Liga:

Secondo posto: 2021-2022
Terzo posto: 2019-2020
- Oberliga Nord:

Secondo posto: 1957-1958

## Statistiche e record

### Partecipazione ai campionati e ai tornei internazionali

#### Campionati nazionali
Nella sua storia il club ha vinto la Bundesliga 1966-1967, inoltre in passato aveva partecipato ai tornei di massima divisione che sono susseguiti, ad esempio la Gauliga Niedersachsen e l'Oberliga Nord. Nel 1963 è stato inoltre uno dei partecipanti alla prima edizione della Bundesliga.
Dalla stagione 1963-1964 alla 2025-2026 compresa il club ha ottenuto le seguenti partecipazioni ai campionati nazionali:
| Livello | Categoria         | Partecipazioni | Debutto   | Ultima stagione | Totale |
| ------- | ----------------- | -------------- | --------- | --------------- | ------ |
| 1º      | Bundesliga        | 21             | 1963-1964 | 2013-2014       | 21     |
| 2º      | 2. Bundesliga     | 22             | 1980-1981 | 2025-2026       | 23     |
| 2º      | Regionalliga Nord | 1              | 1973-1974 | 1973-1974       | 23     |
| 3º      | 3. Liga           | 6              | 2008-2009 | 2021-22         | 19     |
| 3º      | Regionalliga Nord | 11             | 1994-1995 | 2007-2008       | 19     |
| 3º      | Oberliga Nord     | 2              | 1987-1988 | 1993-1994       | 19     |

#### Tornei internazionali
Nei tornei internazionali il club ha raggiunto come massimo traguardo i quarti nella Coppa dei Campioni 1967-1968 dove è stato eliminato dalla Juventus, vittoriosa per 1-0 nella terza gara di spareggio.
Alla stagione 2024-2025 il club ha ottenuto le seguenti partecipazioni ai tornei internazionali:
| Categoria                                | Partecipazioni | Debutto   | Ultima stagione |
| ---------------------------------------- | -------------- | --------- | --------------- |
| Coppa dei Campioni/UEFA Champions League | 1              | 1967-1968 | 1967-1968       |
| Coppa UEFA/UEFA Europa League            | 3              | 1971-1972 | 1977-1978       |

## Organico

### Rosa 2024-2025
Aggiornata al 2 luglio 2024.
| N. |                                 | Ruolo | Calciatore        |
| -- | ------------------------------- | ----- | ----------------- |
| 1  | Germania (bandiera)             | P     | Marcel Engelhardt |
| 3  | Germania (bandiera)             | D     | Paul Jaeckel      |
| 4  | Germania (bandiera)             | C     | Jannis Nikolaou   |
| 5  | Finlandia (bandiera)            | D     | Robert Ivanov     |
| 6  | Bosnia ed Erzegovina (bandiera) | D     | Ermin Bičakčić    |
| 7  | Germania (bandiera)             | C     | Maurice Multhaup  |
| 8  | Germania (bandiera)             | C     | Niklas Tauer      |
| 9  | Francia (bandiera)              | A     | Rayan Philippe    |
| 11 | Germania (bandiera)             | A     | Luc Ihorst        |
| 13 | Austria (bandiera)              | P     | Tino Casali       |
| 14 | Nigeria (bandiera)              | A     | Anthony Ujah      |
| 17 | Iraq (bandiera)                 | C     | Youssef Amyn      |
| 18 | Germania (bandiera)             | D     | Marvin Rittmüller |
| 19 | Germania (bandiera)             | D     | Anton Donkor      |

| N. |                        | Ruolo | Calciatore       |
| -- | ---------------------- | ----- | ---------------- |
| 20 | Germania (bandiera)    | C     | Lino Tempelmann  |
| 21 | Germania (bandiera)    | D     | Kevin Ehlers     |
| 22 | Tunisia (bandiera)     | C     | Rami Zouaoui     |
| 23 | Germania (bandiera)    | C     | Danilo Wiebe     |
| 24 | Germania (bandiera)    | C     | Sidi Sané        |
| 25 | Germania (bandiera)    | C     | Emil Kischka     |
| 26 | Germania (bandiera)    | D     | Jan-Hendrik Marx |
| 27 | Germania (bandiera)    | D     | Niko Kijewski    |
| 29 | Turchia (bandiera)     | D     | Hasan Kuruçay    |
| 34 | Germania (bandiera)    | P     | Justin Duda      |
| 37 | Germania (bandiera)    | C     | Fabio Kaufmann   |
| 39 | Germania (bandiera)    | C     | Robin Krauße     |
| 44 | Stati Uniti (bandiera) | C     | Johan Gómez      |
|    | Paesi Bassi (bandiera) | C     | Julian Baas      |